# الضربات الصاروخية على أوكرانيا (أكتوبر 2022)
شنَّت روسيا في 10 تشرين الأول/أكتوبر 2022 في إطارِ غزوها لأوكرانيا عددًا من الهجمات الصاروخية على الأخيرة. استهدفت هذه الهجمات مرافق البنية التحتية الحيوية مثل محطات الطاقة والمحطات الفرعية ومحطات الطاقة الحرارية والمحولات والجسور وغيرها، فيما سقطت صواريخُ أخرى على البنية التحتية التي تخصُّ المرافق المدنيّة.
سُمعَ في وقتٍ مبكّرٍ من صباح العاشر من تشرين الأول/أكتوبر انفجاراتٌ في عشرات المراكز الإقليمية في أوكرانيا وخصوصًا في العاصِمة كييف، ووصفت قناة فوكس نيوز الأمريكيّة هذا القصف الصاروخي الهائل لأوكرانيا بأنه رد روسي على تفجير جسر القرم قبلَ يومين. مع ذلك ووفقًا للمديرية الرئيسية للاستخبارات الأوكرانية، فقد تلقَّت القوات الروسية تعليمات من الكرملين للاستعداد لهجمات صاروخية مكثفة على البنية التحتية المدنية في أوكرانيا منذُ الثاني والثالث من تشرين الأول/أكتوبر.
أُطلقَت الصواريخ على فترات زمنيّة متقاربة من البحر الأسود و‌بحر قزوين بواسطة طائرتين من طرازِ توبوليف تو-95 و‌توبوليف تو-22. ذكرت الشركت المُشغّلة لنظام الكهرباء في أوكرانيا أنّ انقطاع التيار الكهربائي أمرٌ ممكنٌ في بعض المدن والبلدات في البلاد عقبَ هذا الهجوم. حتى الساعة 11 صباحًا بالتوقيتِ المحلّي، فقد تعرضت 11 منشأة مهمّة في 8 مناطق ومدينة كييف لأضرارٍ مختلفة نتيجة للضربات الصاروخيّة. بحسبِ تقارير أوليّة واستخباراتيّة فقد قصفت موسكو أوكرانيا بنحو 83 صاروخًا خلال سلسلة الضربات الجويّة، كما استعملت 17 طائرة مسيّرة إيرانية الصنع من طراز شاهد فيما زعمت قوات الدفاع الجوي الأوكرانيّة أنها تمكَّنت من إسقاط 45 صاروخًا و12 طائرة مٌسيّرة.

## الهجوم

### كييف
سُمعت أصواتُ انفجارات كبيرة في حوالي الساعة 08:00 صباحًا بالتوقيت المحلي في عددٍ من مناطق مقاطعة كييف وهو ما أكّده عُمدة العاصمة فيتالي كليتشكو، أمّا أنطون هيراشينكو مستشار رئيس وزارة الشؤون الداخلية فقد أكّدَ سقوط أحد الصواريخ في كييف بالقربِ من النصب التذكاري لميخيلو هروشيفسكي في شارع فولوديميرسكايا، فيما سقطَ صاروخٌ آخرٌ على جسر كييف الزجاجي في الساعة 8:18 بالتوقيت المحلي. قُتل خلال هذه الهجمات ما لا يقلُّ عن ثمانية أشخاص وأُصيب 24 آخرون بجروح. شملت المناطق التي طالتها الصواريخ ملعبًا للأطفال، كما اندلعَ حريقٌ في ستّ سيارات، وأُلحقت أضرارٌ بأكثر من 15 سيارة. توقَّفت قطارات الأنفاق عن العمل وأصبحت الأنفاق تحت الأرض ملاجئ للمواطنين.

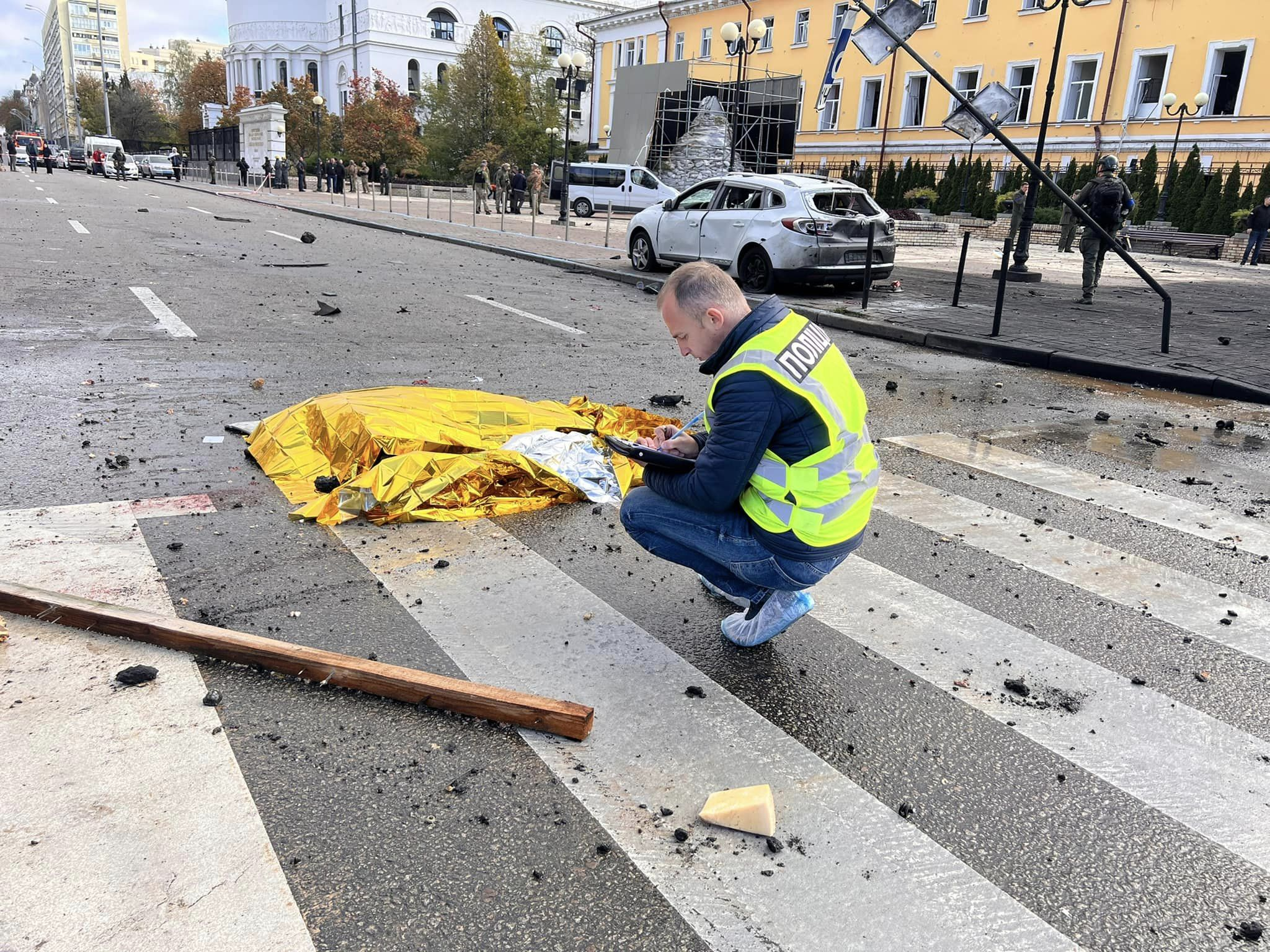
صورة تُظهر المكان الذي قُتلَ فيه مدني أوكراني في مدينة كييف بعد الهجوم الصاروخي على وسط المدينة.

### لفيف
انقطعت الكهرباء عن مدينة لفيف نتيجةً للضربات الصاروخية على منشآت الطاقة في المدينة، كما توقَّف نقلُ الماء الساخن للشقق.

### خاركيف
سُجّل ما لا يقلُّ عن ثلاث ضربات جويّة على مرافق البنية التحتية للطاقة في خاركيف، وتسبَّبت هذه الضربات في انقطاعِ المياه والكهرباء عن بعض المنازل.

### أوديسا
بحسبِ حاكم أوديسا ماكسيم مارشينكو فقد أسقطت قوات الدفاع الجوي ثلاثة صواريخ وخمس طائرات بدون طيّار (كاميكازي) في منطقة أوديسا.

### دنيبرو
عُثرَ في وسط مدينة دنيبرو على جثث قتلى في موقعٍ صناعي على مشارف المدينة، كما تهشَّمت النوافذ في المنطقة وتناثر الزجاج في الشوارع.

### مناطق أخرى
طالت الضربات خميلنيتسكي، جيتومير،، وكذلك في إيفانو فرانكيفسك، و‌ترنوبل، كما شملت سومي و‌بولتافا التي توقَّفت فيها إمداداتُ الكهرباء والمياه في، وحدث انقطاع للتيار الكهربائي في المنطقة.

## ردود الفعل

### الأمم المتحدة
قال المتحدث باسم الأمين العام للأمم المتحدة أنطونيو غوتيريش إنه «مصدوم بشدة» من الهجمات الصاروخية واسعة النطاق اليوم.

### الاتحاد الأوروبي
وعدَت رئيسة المفوضية الأوروبية بأن الاتحاد الأوروبي سيقفُ إلى جانب أوكرانيا «طالما استغرق الأمر»، وذلك خلالَ حديثها في رسالة بالفيديو إلى جانب رئيس وزراء إستونيا كاجا كالاس بالقربِ من الحدود الشرقية للاتحاد الأوروبي مع روسيا.

### أوكرانيا
نشرَ الرئيس الأوكراني فولوديمير زيلينسكي منشورًا على حسابه الرسمي في تيليجرام ذكرَ فيه: «إنهم يحاولون تدميرنا ومسحنا من على وجه الأرض. صفارات الإنذار لا تهدأُ في جميع أنحاء أوكرانيا. هناك صواريخ تَضرب. للأسف هناك قتلى وجرحى». أعلنَ رئيس وزارة الشؤون الخارجية الأوكرانية دميترو كوليبا، التوقف الفوري لزياراته الأفريقية بسبب الهجمات الصاروخية المكثفة، وقالَ كوليبا إنّ فلاديمير بوتين «إرهابي يتحدث بالصواريخ» مُضيفًا أنّ «تكتيك بوتين الوحيد هو الإرهاب في المدن الأوكرانية المسالِمة، لكنه لن يقضي على أوكرانيا».
أوصت وزارة التربية والتعليم باعتمادِ التعليم عن بُعد في جميع المدارس وذلك بحلول الرابع عشر من تشرين الأول/أكتوبر. في محادثة هاتفية مع المستشار الألماني أولاف شولتز، وافق فولوديمير زيلينسكي على عقد اجتماع طارئ لمجموعة السبع.

### روسيا
صرَّحت وزارة الدفاع الروسية بأنها راضية عن الضربات الصاروخية الهائلة على أوكرانيا مؤكّدة أنها حقَّقت جميع الأهداف المرسومة، بما في ذلك الأهداف العسكرية والطاقيّة التي تمَّ تدميرها.

### الدوليّة
حثت السفارة الأمريكية مواطنيها على مغادرة أوكرانيا بسبب القصفِ الذي يُشكّل تهديدا مباشرا للسكان المدنيين والبنية التحتية المدنية، فيما أصدرت وزارة الشؤون الخارجية الهندية بيانًا أعربت فيه عن قلقها العميق إزاء «التصعيد الأخير للنزاع في أوكرانيا، بما في ذلك استهداف البنية التحتية وقتل المدنيين» داعيةً في الوقتِ ذاته إلى «الوقف الفوري للأعمال العدائية والعودة العاجلة إلى طريق الدبلوماسية والحوار».